# Hwang Ryong-hak
Hwang Ryong-hak (ur. 11 marca 1990) – północnokoreański zapaśnik w stylu wolnym. Zajął 15 miejsce w mistrzostwach świata w 2013. Złoty medalista mistrzostw Azji w 2013 roku.